# پلکان ورودی تخت جمشید
پلکان ورودی تخت جمشید یک جفت پلکان قرینه است که در دیوار غربی نزدیک به گوشه شمالی ارگ تخت جمشید قرار گرفته‌است. در آنجا، در جلوی دیوار، محوطه‌ای به طول ۵۱۰ سانتی‌متر و پهنای ۷۰۰ سانتی‌متر را به اندازه ۱۰ سانتی‌متر از سطح دشت بالاتر آورده و با سنگ‌های بزرگ و نیک تراشیده فرش کرده‌اند و در امتداد اضلاع کوتاهتر آن دو ردیف پلکان بالا آورده‌اند. هر پلکان، ۶۳ پله دارد و به پاگردی وسیع منتهی می‌شود، سپس ۱۸۰ درجه پیچیده و در جهت مخالف ردیف نخستین، ۴۸ پله دیگر می‌خورد و در ارتفاع نزدیک به دوازده متری زمین به صفه تخت جمشید می‌رسد.
هر پلکان بر روی هم ۱۱۱ پله دارد که هر کدام ۶۹۰ سانتی‌متر طول، ۳۸ سانتی‌متر عرض و ۱۰ سانتی‌متر پاخیز دارد. پاخیز این پله‌ها به قدری کم است که اگر بخواهند، می‌توانند سواره از آنها بالا روند. زمانی که از تخت جمشید پاسبانی نمی‌شده، حیوانات بارکش از آنها بالا و پایین می‌رفته‌اند.
کناره پلکان‌ها دارای جان پناهی از کنگره‌ها چهار پله‌ای زیبایی بوده که برخی از آنها هنوز برجایند. هر کنگره ۶۴ سانتی‌متر ارتفاع داشته و در جبهه پهنش تاقچه‌ای مستطیل شکل درآورده بودند. به نظر می‌آید که این کنگره‌ها نمودار و مظهر دژهای پارسیان و فرورفتگی وسط آنها نمایانگر دروازه دژها بوده‌است. در بالا، میان دو سر پلکان و کاخ دروازه کشورها، جلو خان کوچکی وجود داشته‌است.
سنگ‌های آهکی که در ساختن این پلکان توأمان به کار رفته، نامنظم و بسیار بزرگ اند و بدون ملاط بر روی هم چیده شده و با بست‌های تقریباً مستطیل شکل به هم پیوند خورده‌اند. این نوع بست‌ها و کار تراش سنگ‌ها بیشتر خصوصیات دوره خشایارشا را نشان می‌دهد و از این جهت بسیار احتمال دارد که پلکان بزرگ توأمان، ساخته خشایارشا بوده باشد.
از هر تخته سنگی چهار یا پنج پله درآورده‌اند و بسیاری از پله‌ها بر اثر عبور و مرور مردمان و گزند آب و هوا ساییده شده یا شکستگی پیدا کرده‌است، این آسیب‌ها را متخصصان ایتالیایی و ایرانی دهه ۵۰ شمسی تعمیر کرده‌اند.

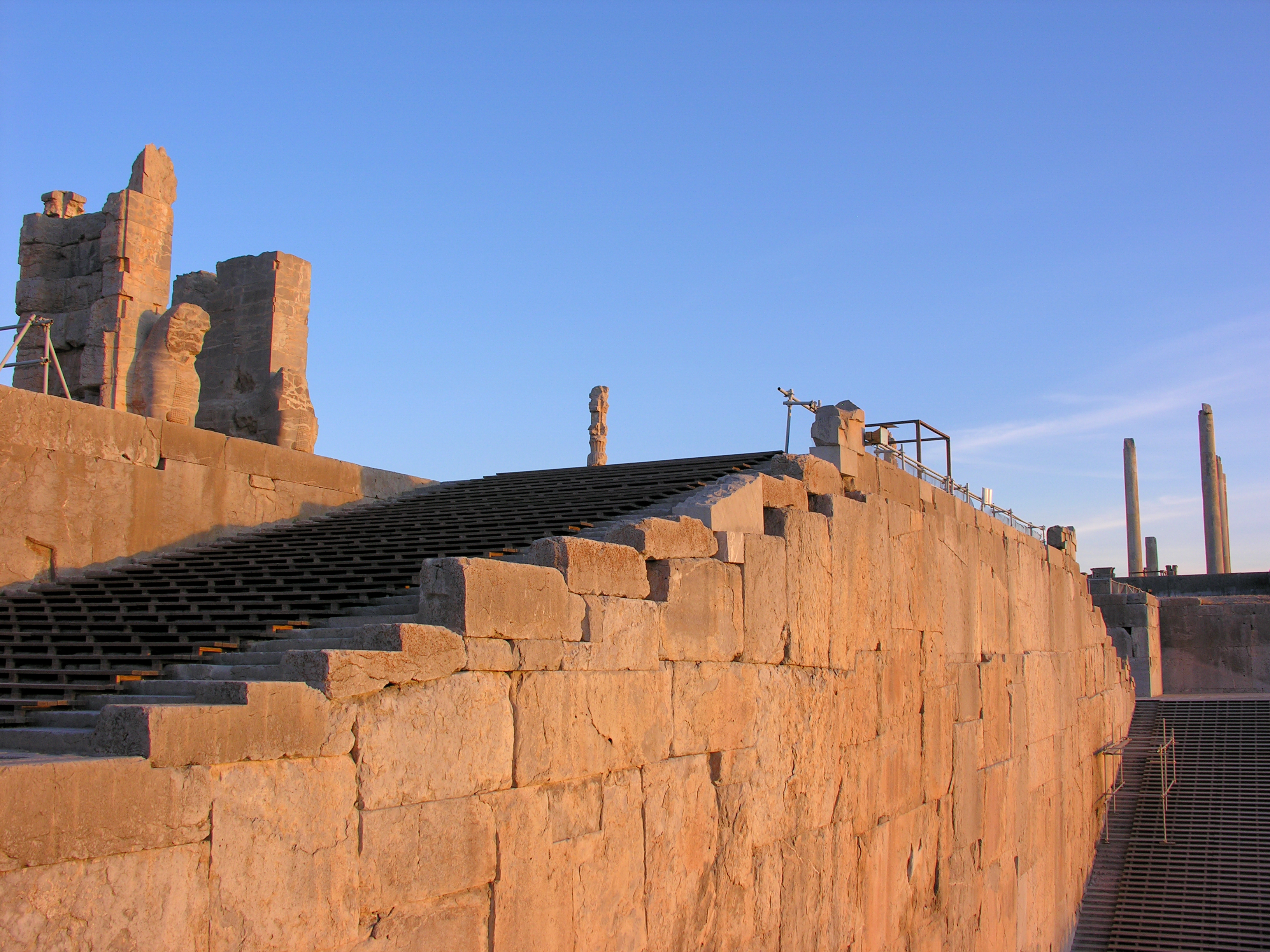
بخش شمالی